# 赛耶德拉贾
赛耶德拉贾（Saiyad Raja），是印度北方邦Chandauli县的一个城镇。总人口15695（2001年）。

## 人口
该地2001年总人口15695人，其中男性8127人，女性7568人；0—6岁人口2850人，其中男1454人，女1396人；识字率55.71%，其中男性为64.17%，女性为46.62%。